# 野釜島
野釜島（のがまじま）は熊本県上天草市にある島である。

## 概要
野釜島は大矢野島の西側に位置する島。昭和55年に完成した野釜大橋（295m）で結ばれている。

## 交通
- JR熊本駅→JR三角（みすみ）駅（48分）

【車・バス】三角 →野釜島（約30分）